# Ryan McCartan
Ryan McCartan (Minnesota, 14 de junho de 1993) é um ator e cantor norte-americano. Ele foi um vencedor do Jimmy Award 2011, a maior honraria dada a apenas dois estudantes na National High School Musical Theater Awards. McCartan interpreta Diggie na série Disney Channel, Liv e Maddie.

## Carreira
No ano de 2013 foi divulgado que Ryan faria parte do elenco recorrente do seriado Liv e Maddie. Em 2014, McCartan começou uma banda, que em 2015 foi oficializada e chamada de The Girl and The Dreamcatcher, juntamente com Dove Cameron.  Continuando no ano de 2015, foi confirmado que Ryan faria parte do elenco de Monsterville: A cabine das almas onde sua ex noiva, Dove, era a protagonista.
Em outubro de 2014 a dupla lançou a sua primeira canção original intitulada de Someone You Like.Em outubro de 2015 a dupla The Girl and The Dreamcatcher lançou seu segundo single intitulado Written in the Stars. Já em janeiro de 2016 o terceiro single da dupla, Glowing in the Dark, foi lançado no youtube. O quarto single, Make You Stay, foi lançado em junho de 2016 também no vevo e no youtube. Todas estas músicas, exceto Written in the Stars, estão no canal do youtube do vevo da dupla.
A banda estaria associada com a GDC records desde o lançamento do vídeo Written In The Stars.

## Vida pessoal
McCartan namorou com a atriz e cantora Dove Cameron desde 6 de Agosto de 2013, ficaram noivos em 15 de abril de 2016 e terminaram em outubro de 2016 pelas alegações dela sobre ele ser abusivo e estar com ela pela fama.

## Filmografia
| Ano       | Título                            | Papel                    | Notas                                                                                     |
| --------- | --------------------------------- | ------------------------ | ----------------------------------------------------------------------------------------- |
| 2013      | The Middle                        | Ryan                     | "Valentine's Day IV" (Temporada 4, Episódio 15)                                           |
| 2013      | Monday Mornings                   | Daniel                   | "The Legend and the Fall" (Temporada 1, Episódio 5)                                       |
| 2013-2017 | Liv and Maddie                    | Diggie                   | Papel recorrente; Série Disney Channel                                                    |
| 2014      | Last Man Standing                 | Matt                     | "Tasers" (Temporada 3, Episódio 15)                                                       |
| 2014      | Royal Pains                       | William "Cinco" Phipps V | 4 episódios                                                                               |
| 2015      | Austin & Ally                     | Billie                   | Participação especial; "Duos & Deception" (Temporada 4, Episódio 6); Série Disney Channel |
| 2015      | Monsterville: O Armário das Almas | Hunter                   | Filme de TV                                                                               |

| Ano  | Título                        | Papel           | Notas                  |
| ---- | ----------------------------- | --------------- | ---------------------- |
| 2015 | Summer Forever                | Liam            | Pós-produção           |
| 2016 | Emma's Chance                 | Jacob Murphy    | Pós-produção           |
| 2016 | The Standoff                  | Farrell Bennett | Filmando; Protagonista |
| 2016 | The Rocky Horror Picture Show | "Brad"          | Regravação             |